# Marcillac (Gironde)
Pour les articles homonymes, voir Marcillac.
Marcillac est une commune déléguée de Val-de-Livenne située dans le Sud-Ouest de la France, dans le département de la Gironde, en région Nouvelle-Aquitaine.

## Géographie
Commune située dans le Blayais. C'est une commune limitrophe avec le département de la Charente-Maritime.

### Communes limitrophes
| - OpenStreetMap Limite communale. |

| Boisredon (Charente-Maritime)           | Courpignac (Charente-Maritime) | Chamouillac (Charente-Maritime) |
| Saint-Caprais-de-Blaye (Val-de-Livenne) | Marcillac                      | Souméras (Charente-Maritime)    |
| Saint-Aubin-de-Blaye                    | Reignac                        | Donnezac                        |

## Histoire
Le 1er janvier 2019, elle fusionne avec Saint-Caprais-de-Blaye pour constituer la commune nouvelle de Val-de-Livenne dont la création est actée par un arrêté préfectoral du 28 septembre 2018.

## Politique et administration
| Période      | Période  | Identité          | Étiquette | Qualité |
| ------------ | -------- | ----------------- | --------- | ------- |
| janvier 2019 | En cours | Philippe Labrieux | DVG       | Employé |

| Période                                  | Période       | Identité          | Étiquette | Qualité               |
| ---------------------------------------- | ------------- | ----------------- | --------- | --------------------- |
| Les données manquantes sont à compléter. |               |                   |           |                       |
| mars 1989                                | mars 2008     | Huchet Jean Marie | PS        | Attaché Parlementaire |
| mars 2008                                | décembre 2018 | Philippe Labrieux | DVG       | Employé               |

## Population et société

### Démographie
L'évolution du nombre d'habitants est connue à travers les recensements de la population effectués dans la commune depuis 1793. Pour les communes de moins de 10 000 habitants, une enquête de recensement portant sur toute la population est réalisée tous les cinq ans, les populations de référence des années intermédiaires étant quant à elles estimées par interpolation ou extrapolation. Pour la commune, le premier recensement exhaustif entrant dans le cadre du nouveau dispositif a été réalisé en 2006.

En 2016, la commune comptait 1 150 habitants, en évolution de −1,54 % par rapport à 2010 (Gironde : +6,91 %, France hors Mayotte : +2,11 %).
| 1793  | 1800  | 1806  | 1821  | 1831  | 1836  | 1841  | 1846  | 1851  |
| ----- | ----- | ----- | ----- | ----- | ----- | ----- | ----- | ----- |
| 1 700 | 1 618 | 1 740 | 1 968 | 1 983 | 1 914 | 2 008 | 1 995 | 2 008 |

| 1856  | 1861  | 1866  | 1872  | 1876  | 1881  | 1886  | 1891  | 1896  |
| ----- | ----- | ----- | ----- | ----- | ----- | ----- | ----- | ----- |
| 2 027 | 2 023 | 2 069 | 2 020 | 2 013 | 2 010 | 1 904 | 1 828 | 1 722 |

| 1901  | 1906  | 1911  | 1921  | 1926  | 1931  | 1936  | 1946  | 1954  |
| ----- | ----- | ----- | ----- | ----- | ----- | ----- | ----- | ----- |
| 1 710 | 1 712 | 1 615 | 1 555 | 1 517 | 1 450 | 1 450 | 1 304 | 1 278 |

| 1962  | 1968  | 1975  | 1982  | 1990  | 1999 | 2006  | 2011  | 2016  |
| ----- | ----- | ----- | ----- | ----- | ---- | ----- | ----- | ----- |
| 1 237 | 1 131 | 1 061 | 1 066 | 1 115 | 996  | 1 069 | 1 184 | 1 150 |

### Équipements, services et vie locale
- Aérodrome de Montendre - Marcillac

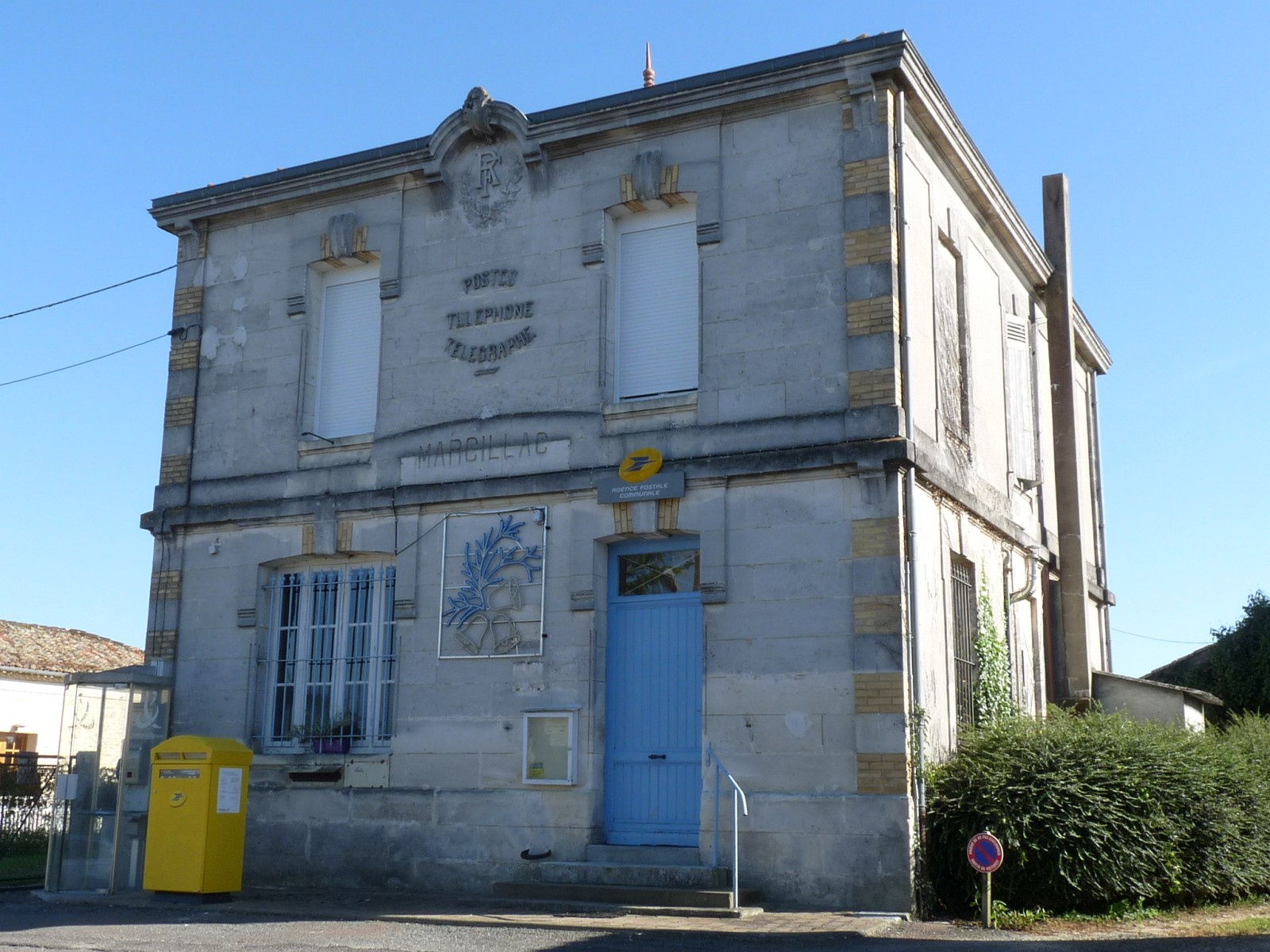
La poste.
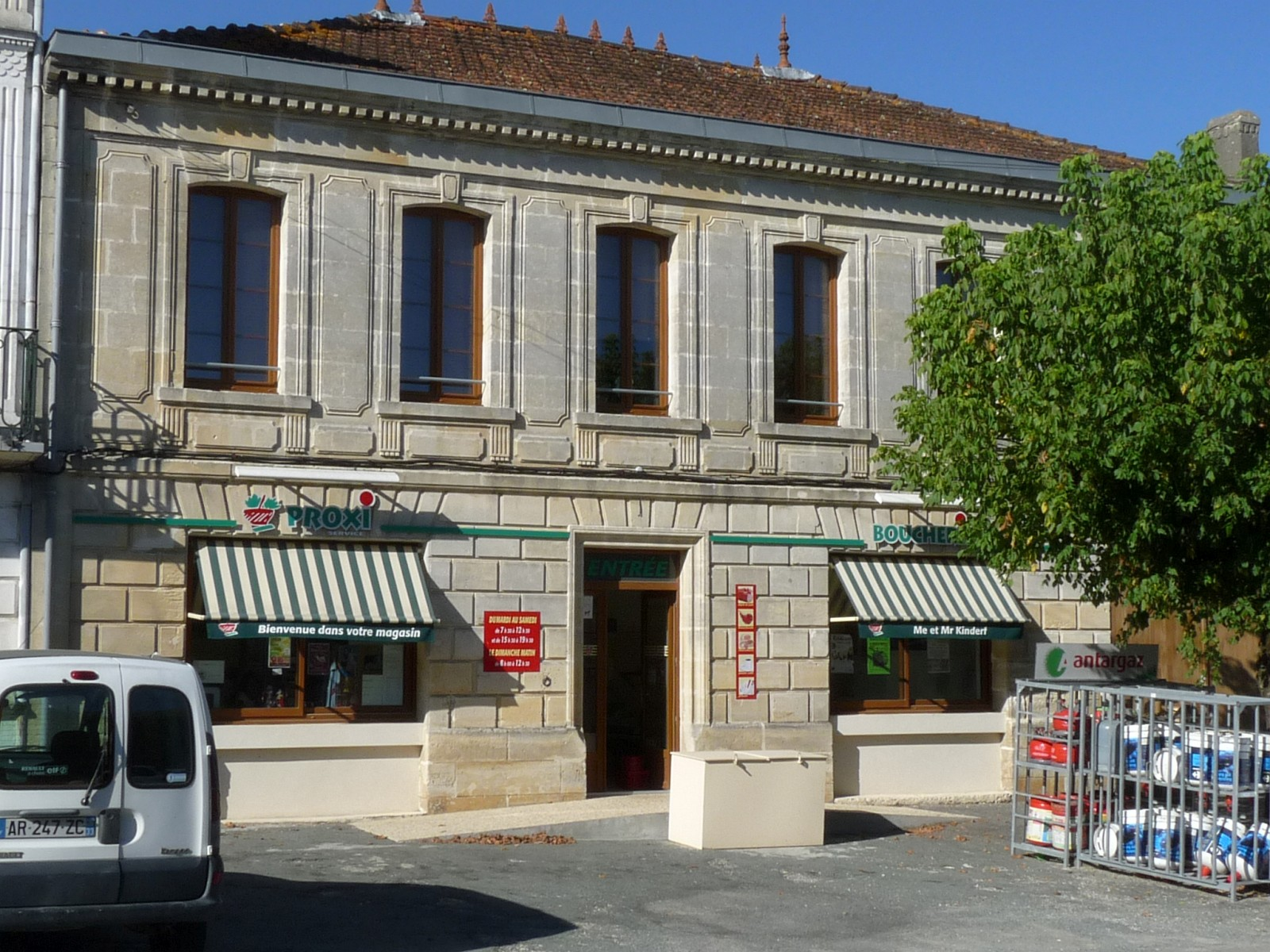
Magasin multi-service.
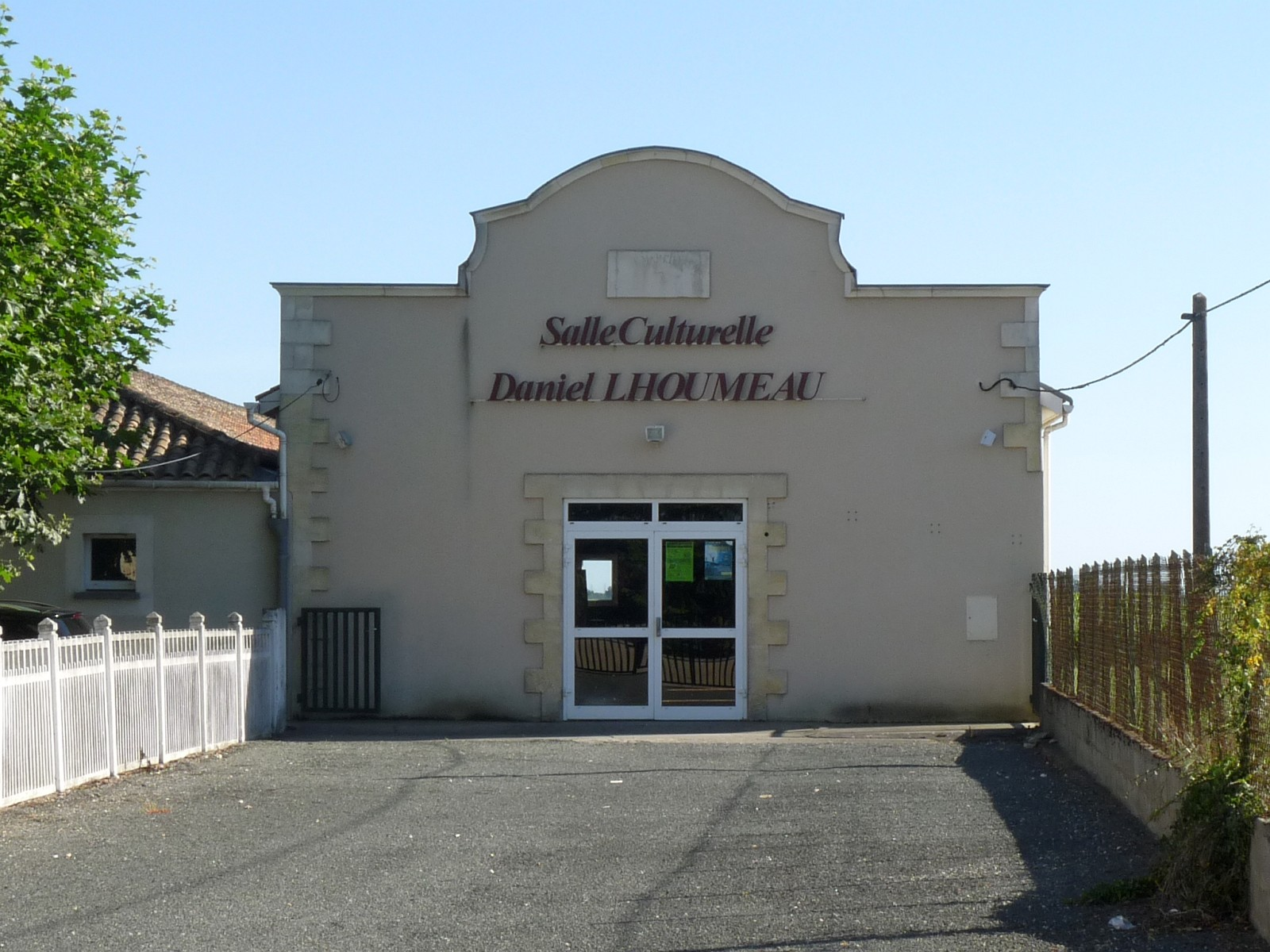
Salle culturelle Daniel-Lhoumeau.
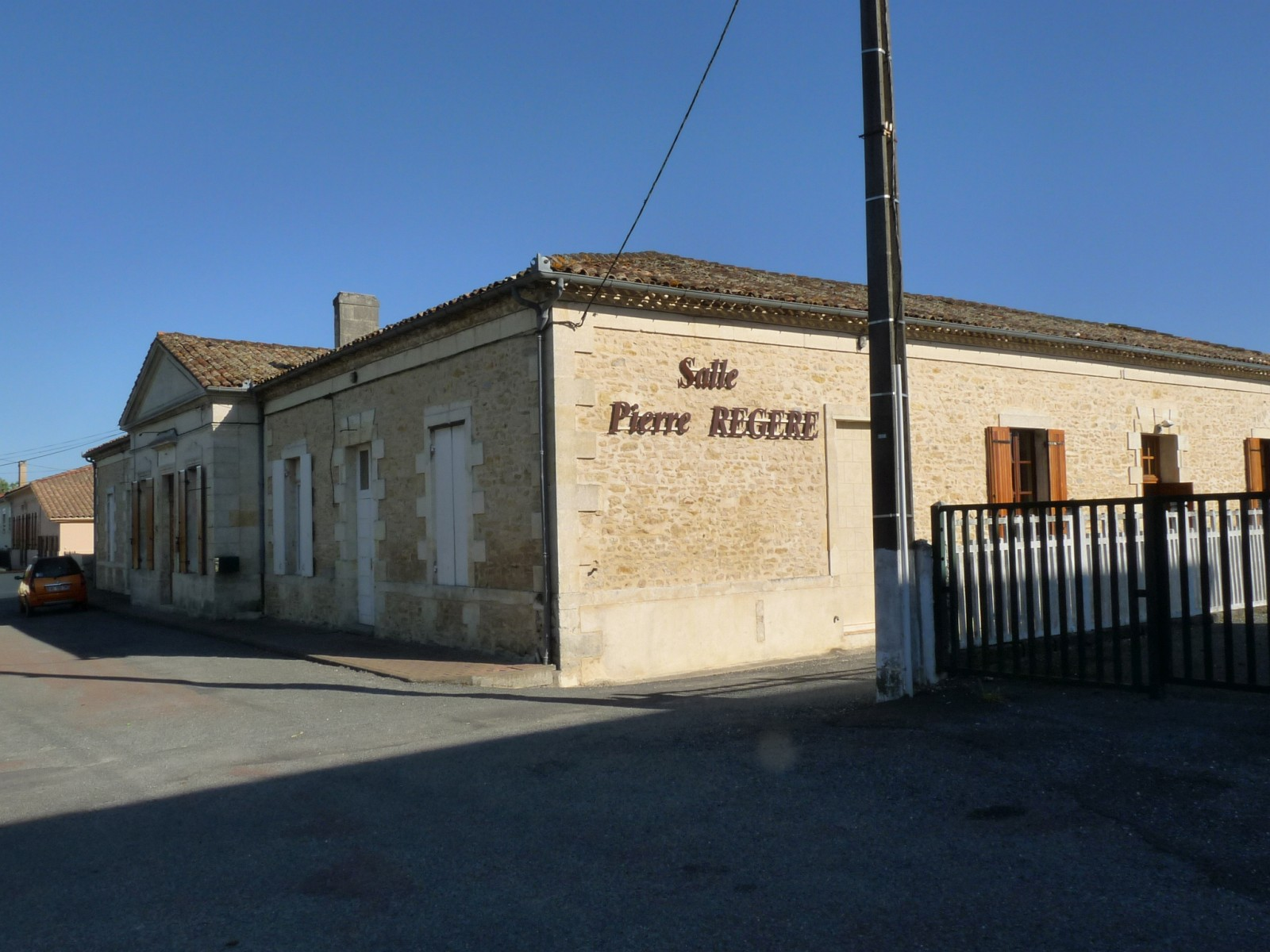
Salle culturelle Pierre-Régère.

## Culture locale et patrimoine

### Lieux et monuments
- L'église paroissiale Saint-Vincent est classée monument historique depuis 1908[7].
- Le monument aux morts, situé à côté de la mairie, surmonté de la statue du Poilu au repos, réalisée par Étienne Camus.

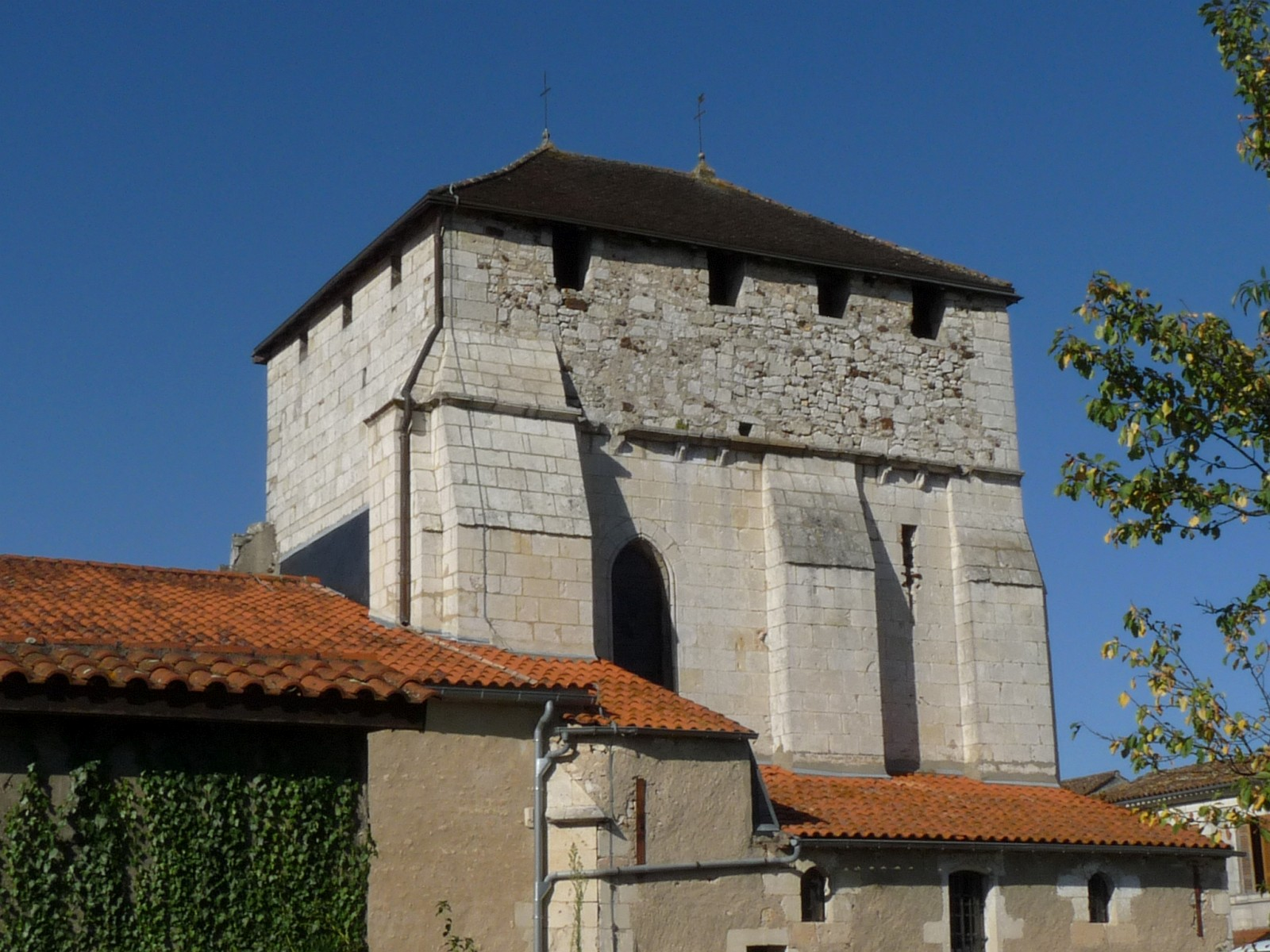
Église Saint-Vincent.
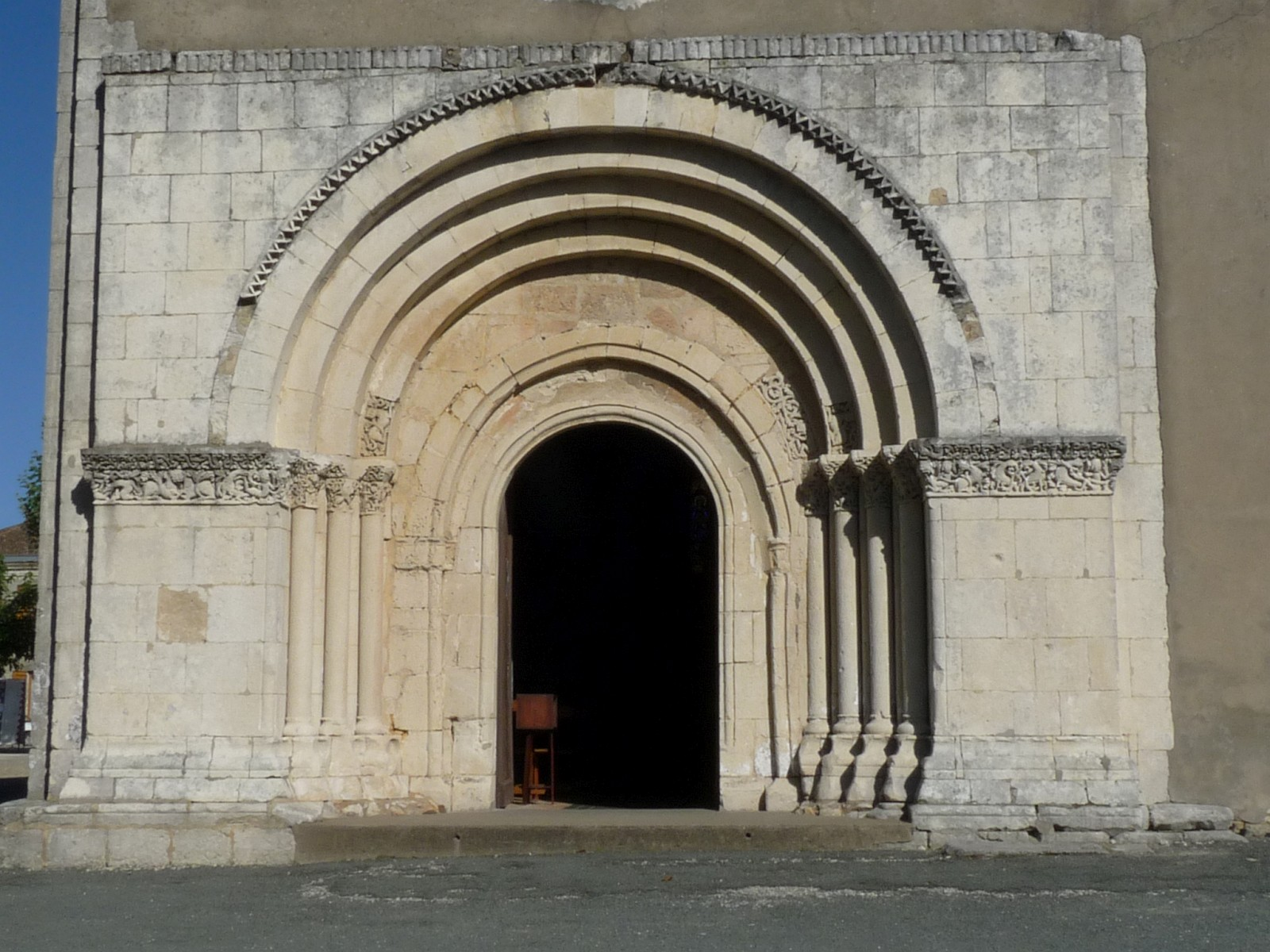
Le portail de l'église.
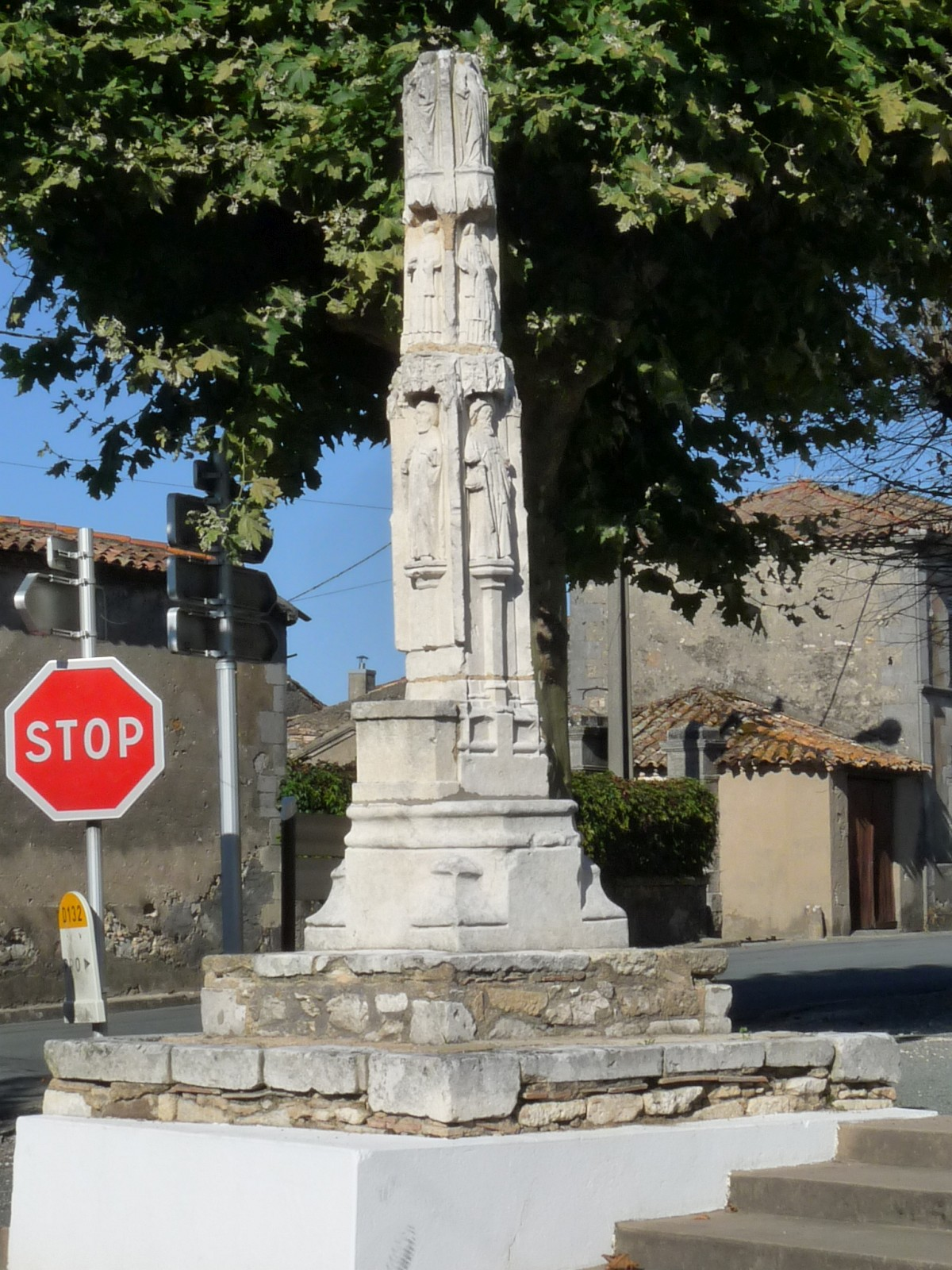
Croix hosannière. La croix au sommet a disparu.
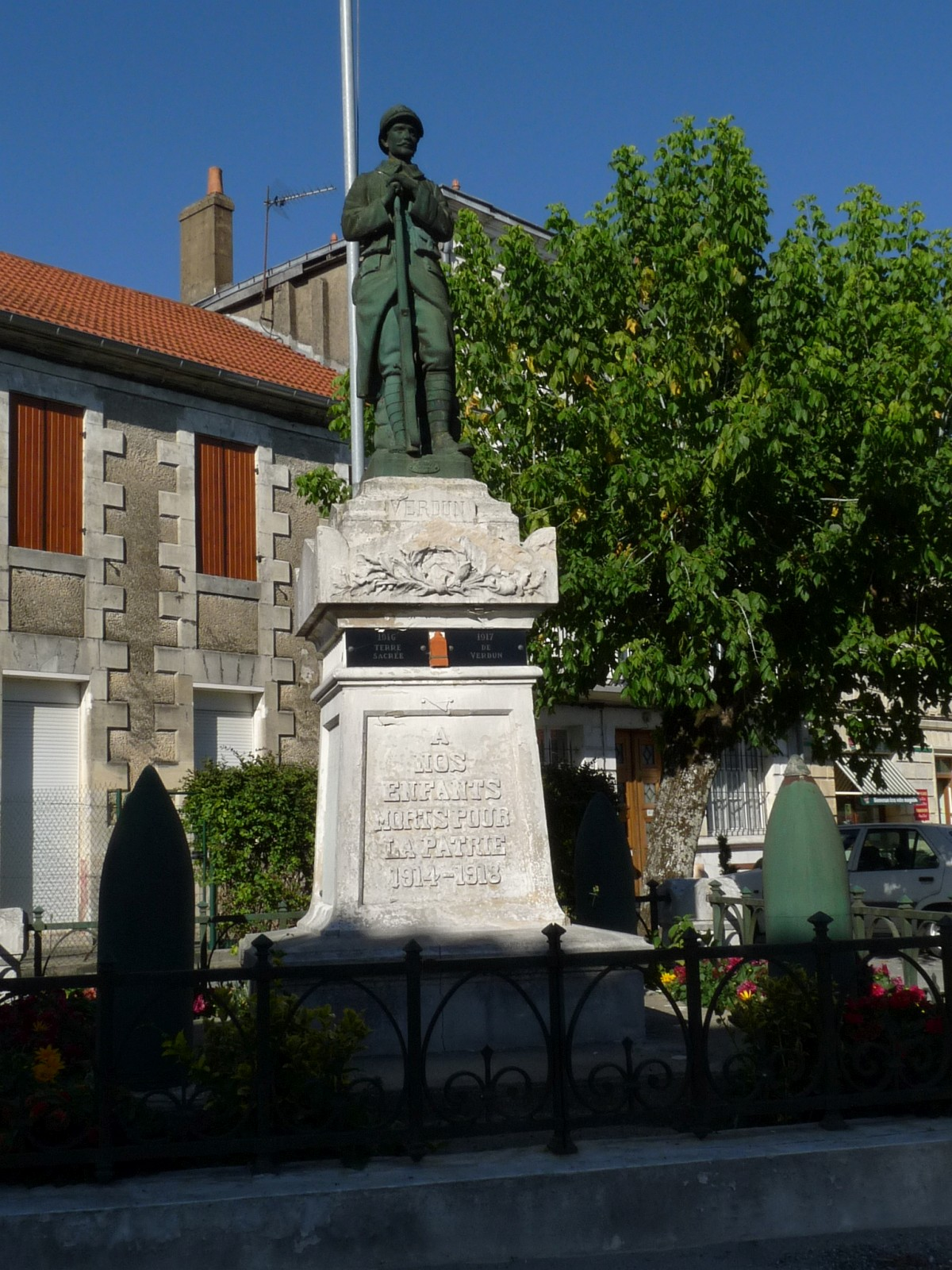
Monument aux morts.